# Болгарія на літніх Олімпійських іграх 1968
Болгарія брала участь у літніх Олімпійських іграх 1968 складом з 112 спортсменів у 13 видах спорту, здобула 10 медалей.

## Медалісти

### Золото
- Греко-римська боротьба, чоловіки — Петар Киров
- Греко-римська боротьба, чоловіки — Боян Радев

### Срібло
- Футбол, чоловіки
- Боротьба, Чоловіки — Єньо Тодоров
- Боротьба, Чоловіки — Єньо Вилчев
- Боротьба, Чоловіки — Осман Дуралієв

## Бронза
- Боротьба, Чоловіки — Продан Гарджев
- Бокс, чоловіки — Іван Михайлов
- Бокс, чоловіки — Георгій Станков